# Copelatus barbouri

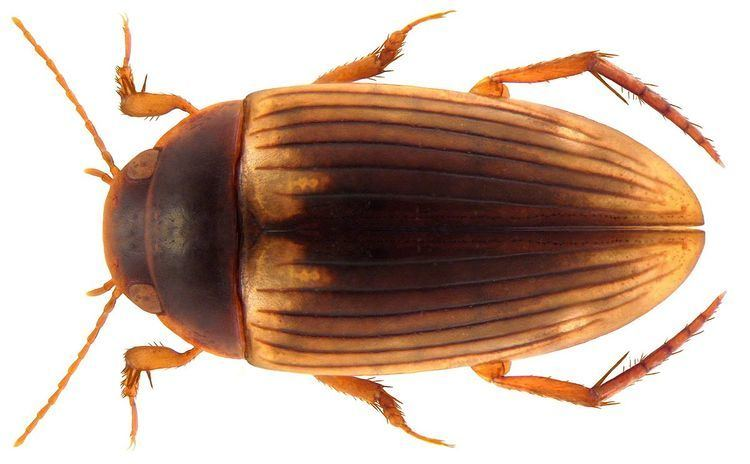
Un Copelatus Barbouri visto desde arriba.

Copelatus barbouri es una especie de escarabajo buceador del género Copelatus, de la subfamilia Copelatinae, en la familia Dytiscidae. Fue descrito por Young en 1942.